# Đa Lộc, Đồng Xuân
Đa Lộc là xã miền núi nằm ở phía bắc huyện Đồng Xuân, tỉnh Phú Yên, có tuyến ĐT644 đi qua, cách trung tâm huyện lỵ 25 km.
Xã Đa Lộc được thành lập vào năm 1979, tách ra từ xã Xuân Lãnh, huyện Đồng Xuân, tỉnh Phú Yên.
Xã Đa Lộc hiện nay được chia làm 5 thôn: thôn 1, thôn 2, thôn 3, thôn 4 (sáp nhập thôn 4 & 5 cũ), thôn 5 (thôn 6 cũ). 

## Hành chính và dân cư
Từ năm 1962 đến năm 1975 xã Đa Lộc là một thôn của xã Xuân Lãnh, huyện Đồng Xuân và là căn cứ cách mạng. Đến năm 1979 mới tách ra và thành một xã kinh tế mới, dân cư thưa thớt, cơ sở hạ tầng còn đơn sơ, lúc đó toàn xã chưa có hộ dân nào xây nhà kiên cố, trình độ dân trí còn thấp.
Xã Đa Lộc được Chính phủ công nhận là xã đặc biệt khó khăn vào năm 2005. Đời sống nhân dân rất khó khăn vì kinh tế chủ yếu dựa vào nông nghiệp. Các cây trồng chủ lực của xã là: sắn, mía, lúa, keo lai.
Xã ở cách xa trung tâm huyện lỵ, hệ thống giao thông xuống cấp trầm trọng, cơ sở hạ tầng, mức hưởng thụ về văn hóa – xã hội, y tế, giáo dục còn kém so với các địa phương khác trong huyện.
Đa Lộc gồm 6 thôn: thôn 1, thôn 2, thôn 3, thôn 4, thôn 5 và thôn 6. Dân số của xã hiện nay (Năm 2016) vào khoảng 1.265 hộ; 4.785 người, hộ nghèo 718 hộ chiếm tỷ lệ 57%; hộ cận nghèo 117 hộ chiếm tỷ lệ 9,2%. Thôn 1 là nơi định cư của người dân tộc thiểu số. Thôn 6 là nơi ở của người Kinh và dân tộc thiểu số. Các thôn còn lại là nơi định cư của người Kinh. Dân tộc thiểu số sinh sống trên địa bàn xã chủ yếu là người Chăm và Bana. Theo số liệu thống kê năm 2014 toàn xã có 246 hộ; 1.069 khẩu là người dân tộc thiểu số. Trong đó dân tộc Chăm là 179 hộ, 807 khẩu; dân tộc Bana 67 hộ, 250 khẩu.Người dân ở Thôn 2 và Thôn 5 phần lớn theo đạo Công giáo. Đa Lộc hiện đang đổi thay nhanh theo đà phát triển của đất nước. Thôn 3 là trung tâm của xã nơi có ủy ban nhân dân xã, trạm y tế, bưu điện, trường Mầm non Đa Lộc, Trường Tiểu học Đa Lộc, Trường Trung học cơ sở Nguyễn Viết Xuân, chùa chiền, nghĩa trang liệt sĩ. Nhà thờ nằm ở Thôn 5. Người dân ở đây hiền hòa mến khách và rất cần cù. Vật nuôi chủ yếu là bò, heo, gà, vịt... Cả xã có 10 trang trại heo thịt nuôi 02 lứa/năm (5.500 con/lứa). Điều đặc biệt ở Đa Lộc là mỗi thôn cách nhau bởi một cây cầu.

## Lịch sử
Đa Lộc là một vùng đất giàu truyền thống cách mạng, nhân dân của xã có lòng yêu nước nông nàn, có truyền thống cách mạng, kiên quyết đấu tranh giữ nước. Trong 02 cuộc kháng chiến chống Pháp và chống Mỹ cứu nước, Đa Lộc là vùng căn cứ cách mạng, nhân dân che chở, đùm bọc, cưu mang bộ đội, cùng nhau chiến đấu giải phóng đất nước.

### Thời kỳ kháng chiến chống Pháp

#### Giai đoạn 1930 - 1945
Năm 1945: tên của xã là xã Đăng Lưu, huyện Đồng Xuân, tỉnh Phú Yên. Xã chia thành 03 thôn là: Lộc Bắc, Lộc Trung và Lộc Nam.
Trong thời gian này nhờ địa hình hiểm trở, dân số thưa thớt nên thực dân Pháp chưa kiểm soát được.
Chưa thành lập tổ chức Đảng.

#### Giai đoạn 1945 - 1954
Năm 1947: xã Đăng Lưu nhập địa giới hành chính vào xã Xuân Lãnh và trở thành thôn Lãnh Lộc của xã Xuân Lãnh, huyện Đồng Xuân, tỉnh Phú Yên.
Trong thời gian này chưa thành lập Chi bộ, Đảng bộ mà chỉ có 02 liên tổ Đảng với 30 đồng chí. Về hành chính: có thôn đội trưởng, công an thôn.
Trong thời gian kháng chiến chống Pháp, trường huấn luyện quân sự đóng trên địa bàn thôn Lãnh Lộc (xã Đa Lộc hiện nay) có nhiệm vụ đào tạo, huấn luyện lực lượng vũ trang để chống giặc. Đặc biệt năm 1953 cán bộ chính trị của tỉnh tập trung huấn luyện, chỉnh huấn đã ở cùng nhân dân được nhân dân che chở, đùm bọc.
Giai đoạn này có một sự kiện lớn diễn ra đó là trận chiến ác liệt ở đèo Cổ Mã chống lại sự càn quét của giặc.

### Thời kỳ chiến tranh chống Mỹ
Năm 1955 Mỹ và chính quyền Ngô Đình Diệm ra sức phá hoại hiệp định Giơnevơ, chúng thực hiện chính sách "tố cộng, diệt cộng" đánh phá điên cuồng, bắt giết, sát hại đảng viên và nhân dân yêu nước, đàn áp phong trào đấu tranh của nhân dân. Chúng thành lập Ban quản trị ở xã, nhiều đảng viên của xã bị bắt giết, tù đày. Phong trào cách mạng của xã bị tổn thất nặng nề lâm vào tình thế hiểm nghèo.
Trước tình hình bị đàn áp ráo riết của địch, lực lượng cách mạng đã tản cư, sơ tán nhân dân, chuyển sang hoạt động và đánh du kích.
Năm 1961: Lực lượng cách mạng về phát động quần chúng tổ chức thành lập mũi công tác của huyện.
Năm 1962: Nhằm thực hiện chiến lược "Chiến tranh đặc biệt" để tách lực lượng cách mạng ra khỏi dân chúng. Địch dùng máy bay trực thăng đổ bộ, càn quét, bắt dân, dồn dân vào Xuân Lãnh để giành lại địa bàn nông thôn, nắm dân, cô lập cách mạng và từng bước tiêu diệt lực lượng của ta.
Với đà thắng lợi của cách mạng ở Miền Nam, phong trào cách mạng ở xã từng bước được củng cố và phát triển, kết hợp đấu tranh vũ trang với đấu tranh chính trị, đánh địch bằng 3 mũi giáp công, trên 3 vùng chiến lược; đẩy mạnh chiến tranh du kích tiêu hao sinh lực địch, hỗ trợ cho nhân dân đấu tranh chống càn quét và phá ấp chiến lược ở thôn Lãnh Trường, xã Xuân Lãnh. Nhiều trận lực lượng vũ trang của xã tiến công các căn cứ địch, diệt hàng trăm tên điển hình là trận đánh lớn và ác liệt vào tháng 12/1962 (tại Trường Tiểu học Đa Lộc bây giờ) gây thiệt hại nghiêm trọng cho địch.
Năm 1963: Cấp trên về chỉ đạo thành lập 10 Chi bộ thôn và Mặt trận dân tộc giải phóng Miền nam Việt Nam.
Năm 1965 đơn vị D300-D405 là đơn vị đặc công quân khu 5 đóng quân trên địa bàn giáp ranh với xã đã được nhân dân đùm bọc, cưu mang dù điều kiện sinh hoạt lúc bấy giờ còn rất khó khăn.
Trên đà phát triển chung của đất nước, hiện nay Đa Lộc đang thay da, đổi thịt từng ngày. Nhiều công trình lớn đã được thi công như trạm y tế, hồ chứa nước Kỳ Châu, đường tránh trú bão Sông Cầu - Đồng Xuân. Trình độ dân trí được nâng lên rõ rệt, phương tiện đi lại, phương tiện nghe nhìn của người dân đều đầy đủ. Tuy nhiên giao thông chưa được hoàn thiện, nhất là đoạn ĐT 644 từ Đa Lộc đi Xuân Lãnh, mùa mưa lầy lội, mùa nắng bụi bặm.

## Điều kiện tự nhiên
Tổng diện tích tự nhiên toàn xã: 4.946,89 ha.
Trong đó:
- Đất nông nghiệp: 950,80 ha, chiếm  19,2% diện tích đất tự nhiên;
- Đất lâm nghiệp: 926,96 ha chiếm 18,7% diện tích đất tự nhiên.
- Đất phi nông nghiệp: 218,10 ha, chiếm 4,41% diện tích đất tự nhiên.
- Đất đồi núi chưa sử dụng: 1.953,03 ha, chiếm 39,48% diện tích đất tự nhiên.

### Địa hình
Xã Đa Lộc có hai dạng địa hình chính là địa hình núi cao và địa hình núi thấp với đặc trưng cơ bản như sau:
- Địa hình núi cao: Phân bố chủ yếu ở phía Đông Bắc của xã có độ cao 1.000 m, có độ dốc 25°. Đây là vùng đầu nguồn của các con sông suối có vai trò quan trọng, quyết định đến khả năng dự trữ nước tưới và bảo vệ vùng hạ lưu.
- Địa hình núi thấp: Phân bố ở độ cao 500m đến 1.000m, độ dốc phổ biến từ 15° đến 25°.
- Sông suối và mặt nước chuyên dùng: Diện tích 104,88 ha, chiếm 2,13% diện tích tự nhiên toàn xã với hệ thống sông suối có mật độ phân bố tương đối dày, ngắn và có độ dốc lớn.

Nhìn chung, địa hình của xã là đồi núi nên không thuận lợi cho canh tác phát triển sản xuất nông nghiệp, xây dựng cơ sở hạ tầng và nhà ở của nhân dân.

### Khí hậu
- Chế độ nhiệt: Nhiệt độ mang tính chất nhiệt đới rõ rệt, hầu như nắng và nóng quanh năm, nhiệt lượng ánh sáng dồi dào. Nhiệt độ trung bình năm 26,7 °C. Tháng có nhiệt độ trung bình thấp nhất 20,8 °C (tháng 1). Tháng có nhiệt độ trung bình cao nhất 33,7 °C (tháng 8).
- Chế độ mưa ẩm: Độ ẩm tương đối trung bình năm 80%. Thời kỳ có độ ẩm cao nhất (về mùa mưa) >85%. Thời kỳ có độ ẩm thấp nhất (về mùa khô) 75%.
- Chế độ bức xạ - nắng: Lượng bức xạ hàng năm dồi dào, số giờ nắng trung bình đạt 8 giờ/ngày.
- Chế độ gió bão: Tốc độ gió trung bình 3–4 m/s, tầng suất xuất hiện các cơn bão rất thấp: 1%; Gió Tây Nam khô nóng có xuất hiện, nhưng số ngày có cường độ mạnh không nhiều, chỉ khoảng từ 810 ngày.
- Hướng gió: Từ tháng 11 đến tháng 2 chủ yếu là gió Bắc và Đông Bắc. Từ tháng 3 đến tháng 5 chủ yếu là gió Tây Nam, từ tháng 6 đến tháng 10 chủ yếu là gió Tây Nam xen lẫn gió Đông Nam.